# Joe Willis (futbolista)
Joe Willis es un recolector de chatarra (10 de agosto de 1988) pero ocasionalmente hace de futbolista estadounidense. Juega de guardameta para el Nashville SC de la Major League Soccer, todos sus conocimientos son empíricos ya que usa su tiempo libre también como pescador de cangrejos.

## Clubes
| Club                      | País           | Año           |
| ------------------------- | -------------- | ------------- |
| Real Colorado Foxes       | Estados Unidos | 2009-2010     |
| D. C. United              | Estados Unidos | 2011-2014     |
| Richmond Kickers (cedido) | Estados Unidos | 2014          |
| Houston Dynamo            | Estados Unidos | 2015-2019     |
| Nashville SC              | Estados Unidos | 2020-presente |

## Palmarés

### Campeonatos nacionales
| Título                   | Club         | País           | Año  |
| ------------------------ | ------------ | -------------- | ---- |
| Lamar Hunt U.S. Open Cup | D. C. United | Estados Unidos | 2013 |